# Gustav Schwab

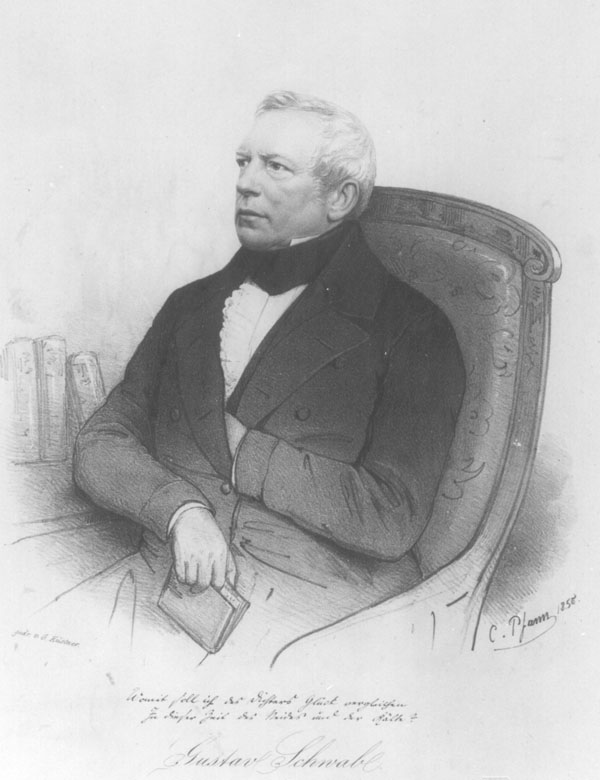
Gustav Schwab.

Gustav Benjamin Schwab (Stuttgart, 19 juni, 1792 – Stuttgart, 4 november, 1850) was een Duitse schrijver en predikant. Hij is vooral bekend geworden als verzamelaar, bewerker en uitgever van zowel sagen uit de klassieke oudheid als Duitse volkssagen.

## Levensloop
Gustav Schwab werd in Stuttgart geboren als zoon van een professor. Hij studeerde aan de Universiteit van Tübingen, eerst filosofie en later theologie. Tijdens zijn studie richtte hij een literatuurclub op en was hij bevriend met Ludwig Uhland en Justinus Kerner. De gedichtenbundel Deutscher Dichterwald bevat gedichten van deze vrienden, naast die van vele anderen. Schwab werd tot de Schwäbischen Dichterschule gerekend; zijn gedicht Der Reiter und der Bodensee behoort tot de bekendere Duitse gedichten.
In 1813 maakte hij een reis naar Noord-Duitsland, waar hij Johann Wolfgang Goethe, Friedrich Schleiermacher, Friedrich Rückert, Friedrich de la Motte Fouqué, Adelbert von Chamisso en anderen ontmoette. In december 1817 werd hij docent oude talen aan een gymnasium in Stuttgart en in 1837 werd hij predikant in Gomaringen, vlak bij Tübingen. In 1841 ging hij als predikant terug naar Stuttgart. In 1847 ontving hij een eredoctoraat in de theologie van de Universiteit van Tübingen, waar hij bevriend raakte met kinderboekenschrijfster Ottilie Wildermuth.
Schwabs vertaling en bewerking van sagen en legenden van de klassieke oudheid, Sagen des klassischen Altertums – in het Nederlands vertaald als Griekse en Romeinse Sagen - is in zijn soort, leesbare navertellingen die bedoeld zijn voor jonge mensen, ongeëvenaard. Het werk is in vele talen vertaald. 
In Nederland verscheen in 2008 de 41e druk van de bloemlezing Griekse mythen en sagen.
Hij overleed in Stuttgart in 1850.

## Werk
- Gedichte, 1828
- Wanderungen durch Schwaben, 1837
- Das Buch der schönsten Geschichten und Sagen, 1836-1837
- Sagen des klassischen Altertums, 1838–1840
- Die deutschen Volksbücher, 1938
- Schillers Leben in drei Büchern, Stuttgart: Liesching, 1840

### Nederlandse vertalingen
- Griekse en Romeinse Sagen (complete editie)
- Griekse mythen en sagen (bloemlezing)